# 西郊镇
西郊镇位于兴化城西，与扬州市高邮接壤，西距京杭大运河35公里（马横公路相通），东距盐靖高速（京沪高速支线）30公里。人口32000，辖17个行政村，面积73.6平方公里。境内土地肥沃，人工森林资源丰富，覆盖率达19.2%，号称“苏中意杨之乡”。2004年修筑西郊公路之后带来了工业兴起，兴建了西郊工业集中区，发展潜力巨大。西郊历史悠久，传说众多，湿地资源丰富，著名的徐马荒是兴化有名的风景区。